# Die Brücke (Verein)
Die Brücke e.V. (türkisch Köprü) ist ein 1992 gegründeter gemeinnütziger Verein in der türkischen Metropole Istanbul. Er versteht sich als deutscher Kultur- und Wohltätigkeitsverein und wird auch als transnationale Organisation wahrgenommen. Er gilt als einer der größten und einflussreichsten Vereine dieser Art in der Türkei. Vorsitzende ist Christine Şenol.
Ziel ist eine deutsch-türkische Kooperation in Erziehungsfragen, aber auch bei sozialen, kulturellen und karitativen Projekten. Der Verein bietet Informationen zum Aufenthalts-, Arbeits- und Erbrecht an und will Deutschsprachige zusammenführen.
Die Mitglieder und Fördermitglieder kommen aus der Türkei und den deutschsprachigen Ländern Deutschland, Österreich und der Schweiz. Publikationsorgan ist der Infobrief für Deutschsprachige in der Türkei mit einer Auflage von 1.000 Exemplaren. So können sich insbesondere deutsche Frauen organisieren, die nach ihrer Heirat nach Istanbul gekommen sind. Dem Vorstand gehören neben der Vorsitzenden an (Stand 2014): Claudia Yılmaz (stellvertretende Vorsitzende), Corina Bilhan (Schatzmeisterin), Brigitte Midil (Sekretärin) und Kristina Laubscher (Mitglied).